# Norisring
Norisring är en temporär racerbana mitt i Nürnberg i Tyskland. Varje år körs där DTM och F3 Euroseries. Banan är byggd på torget där det tyska nazistpartiet hade sina partidagar.

## Karakteristik
Norisring är snabbare än de flesta andra stadsbanorna. Den har flera relativt långa raksträckor, och tack vare sin bredd gör den omkörningar möjliga. Banan sliter hårt på bromsar, eftersom det krävs tre kraftiga inbromsningar under ett varv på 2,3 km.